# 哈罗德·戈德温森
哈罗德·戈德温森（意为“戈德温之子哈罗德”；約1022年—1066年10月14日），又称哈羅德二世。威塞克斯伯爵戈德温之子，忏悔者爱德华的王后伊迪丝之兄，英國盎格鲁-撒克逊时代最后一位无争议的国王（1066年在位）。

## 簡介
哈罗德的家族一说是威塞克斯国王埃塞尔雷德一世的后裔，一说是丹麦海盗的后裔。哈罗德的父亲戈德温是英格兰的权臣，家族势力极其庞大。

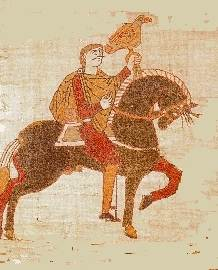
贝叶挂毯上的哈罗德·戈德温森）

忏悔者愛德華駕崩後，哈羅德即位。哈羅德的王位受到挪威維京人國王哈拉尔三世及諾曼第公爵私生子威廉的挑戰。
哈拉尔三世首先入侵了英格蘭北部诺森布里亚，哈羅德二世率領親兵組成的精銳急行軍反擊，在1066年9月25日於斯坦福桥战役中擊敗維京人，哈拉尔三世陣亡。
諾曼第公爵威廉乘英軍北上之機入侵了英格蘭南部，直指倫敦，哈羅德二世被迫率領疲憊的部隊回援，並佔領了通往倫敦路上的有利位置。1066年10月14日英諾兩軍決戰（黑斯廷斯之戰），結果英格蘭軍隊戰敗，哈羅德二世本人亦戰死。諾曼第的威廉進入倫敦，加冕為英格蘭國王，是為征服者威廉。